# 인천성지초등학교
인천성지초등학교는 대한민국 인천광역시 계양구 작전동에 있는 공립 초등학교이다.

## 학교 연혁
| 2000년 | 1월 8일   | 설립인가                                          |
| 2003년 | 3월 1일   | 인천성지초등학교 개교(30학급 1034명)              |
| 2003년 | 3월 1일   | 초대 최용식 교장 취임                             |
| 2003년 | 3월 10일  | 병설유치원 개원(2학급 47명)                       |
| 2003년 | 4월 6일   | 과학실, 정보자료실, 교단선진화 1단계 완료         |
| 2003년 | 4월 15일  | 3층 컴퓨터실 설치                                 |
| 2004년 | 2월 13일  | 제1회 졸업식 (남83명, 여80명, 계 163명)           |
| 2004년 | 11월 11일 | 도서관 “꿈꾸는 별” 개관                           |
| 2007년 | 5월 1일   | 인조잔디구장 개장                                 |
| 2008년 | 11월 11일 | 제2과학실 개관                                    |
| 2010년 | 7월 21일  | 음악실 개관                                       |
| 2010년 | 9월 1일   | 제4대 신진찬 교장 취임                            |
| 2015년 | 9월 1일   | 제5대 이덕재 교장 취임                            |
| 2016년 | 2월 13일  | 제13회 졸업식 [남 63, 여 61, 계 124명, 총 1832명] |
| 2016년 | 3월 1일   | 25학급 편성 (특수학급 2학급)                      |
| 2016년 | 3월 1일   | 병설유치원 3학급 편성(특수학급 1학급)             |
| 2016년 | 3월 1일   | 성지 영재학급 개설                                |
| 2017년 | 2월 10일  | 제14회 졸업식 [남 52, 여 45, 계 97명, 총 1929명]  |
| 2017년 | 3월 1일   | 24학급 편성[특수학급 2학급]                       |
| 2017년 | 3월 1일   | 병설유치원 3학급 편성 [특수학급 1학급]            |
| 2017년 | 3월 1일   | 성지 영재학급 개설                                |

## 참고 자료
- 인천성지초등학교 - 한국교육학술정보원 학교알리미